# Mistrovství Evropy ve fotbale hráčů do 21 let 2000 – soupisky
Soupisky na Mistrovství Evropy ve fotbale hráčů do 21 let 2000, které se hrálo na Slovensku.
| Zlato             | Stříbro          | Bronz                |
| ----------------- | ---------------- | -------------------- |
| Itálie • Soupiska | Česko • Soupiska | Španělsko • Soupiska |

## Skupina A

### Chorvatsko
Hlavní trenér:  Ivo Šušak
| Jméno              | Datum narození | Datum úmrtí                      | Klub                    |
| Brankáři           | Brankáři       | Brankáři                         | Brankáři                |
| ------------------ | -------------- | -------------------------------- | ----------------------- |
| Stipe Pletikosa    | 8.1.1979       |                                  | HNK Hajduk Split        |
| Silvije Čavlina    | 22.4.1977      |                                  | NK Hrvatski Dragovoljac |
| Nikola Marić       | 29.8.1979      |                                  | NK Široki Brijeg        |
| Obránci            |                |                                  |                         |
| Anthony Šerić      | 15.11.1979     |                                  | Hellas Verona FC        |
| Igor Tudor         | 16.4.1978      |                                  | Juventus FC             |
| Dario Smoje        | 19.9.1978      |                                  | AC Monza                |
| Andre Mijatović    | 3.12.1979      |                                  | HNK Rijeka              |
| Záložníci          |                |                                  |                         |
| Darko Miladin      | 1.4.1979       |                                  | HNK Hajduk Split        |
| Igor Bišćan        | 4.5.1978       |                                  | GNK Dinamo Záhřeb       |
| Jurica Vranješ     | 31.1.1980      |                                  | Bayer 04 Leverkusen     |
| Ivan Leko          | 7.2.1978       |                                  | HNK Hajduk Split        |
| Renato Pilipović   | 14.1.1977      |                                  | GNK Dinamo Záhřeb       |
| Dalibor Višković   | 6.1.1977       |                                  | HNK Rijeka              |
| Goran Brajković    | 18.7.1978      | 28. června 2015 (ve věku 36 let) | HNK Rijeka              |
| Silvester Sabolčki | 12.11.1979     | 30. května 2003 (ve věku 23 let) | NK Varaždin             |
| Útočníci           |                |                                  |                         |
| Boško Balaban      | 15.10.1978     |                                  | HNK Rijeka              |
| Tomislav Šokota    | 8.4.1977       |                                  | GNK Dinamo Záhřeb       |
| Josip Šimić        | 16.9.1977      |                                  | GNK Dinamo Záhřeb       |
| Mihael Mikić       | 6.1.1980       |                                  | GNK Dinamo Záhřeb       |
| Ivica Banović      | 2.8.1980       |                                  | NK Záhřeb               |

### Česko
Hlavní trenér:  Karel Brückner
| Jméno             | Datum narození | Datum úmrtí | Klub                       |
| Brankáři          | Brankáři       | Brankáři    | Brankáři                   |
| ----------------- | -------------- | ----------- | -------------------------- |
| Aleš Chvalovský   | 29.5.1979      |             | VfB Stuttgart              |
| Jaroslav Drobný   | 18.10.1979     |             | SK Dynamo České Budějovice |
| Obránci           |                |             |                            |
| Lukáš Došek       | 12.9.1978      |             | SK Slavia Praha            |
| Adam Petrouš      | 19.9.1977      |             | SK Slavia Praha            |
| Zdeněk Grygera    | 14.5.1980      |             | 1. FK Drnovice             |
| Roman Lengyel     | 3.11.1978      |             | SK Dynamo České Budějovice |
| Jiří Jarošík      | 27.10.1977     |             | AC Sparta Praha            |
| Erich Brabec      | 24.2.1977      |             | 1. FK Drnovice             |
| Záložníci         |                |             |                            |
| Roman Týce        | 7.5.1977       |             | TSV 1860 München           |
| Libor Sionko      | 1.2.1977       |             | AC Sparta Praha            |
| Tomáš Ujfaluši    | 24.3.1978      |             | SK Sigma Olomouc           |
| Marek Jankulovski | 9.5.1977       |             | FC Baník Ostrava           |
| Jan Polák         | 14.3.1981      |             | FC Zbrojovka Brno          |
| David Jarolím     | 17.5.1979      |             | FC Bayern Mnichov          |
| Jan Šimák         | 13.10.1978     |             | FK Chmel Blšany            |
| Útočníci          |                |             |                            |
| Tomáš Došek       | 12.9.1978      |             | SK Slavia Praha            |
| Milan Baroš       | 28.10.1981     |             | FC Baník Ostrava           |
| Libor Došek       | 24.4.1978      |             | FK Chmel Blšany            |
| Marek Heinz       | 4.8.1977       |             | SK Sigma Olomouc           |

### Nizozemsko
Hlavní trenér:  Han Berger
| Jméno                      | Datum narození | Datum úmrtí | Klub             |
| Brankáři                   | Brankáři       | Brankáři    | Brankáři         |
| -------------------------- | -------------- | ----------- | ---------------- |
| Mark Zegers                | 8.2.1977       |             | SBV Excelsior    |
| Cees Paauwe                | 3.11.1977      |             | FC Twente        |
| Obránci                    |                |             |                  |
| Pascal Bosschaart          | 28.2.1980      |             | FC Utrecht       |
| Wilfred Bouma              | 15.6.1978      |             | PSV Eindhoven    |
| Tim Cornelisse             | 3.4.1978       |             | RKC Waalwijk     |
| Joost Broerse              | 8.5.1978       |             | FC Groningen     |
| John Nieuwenburg           | 24.12.1978     |             | AFC Ajax         |
| Niels Oude Kamphuis        | 14.11.1977     |             | FC Schalke 04    |
| Humphrey Rudge             | 15.8.1977      |             | Roda JC Kerkrade |
| Peter Wisgerhof            | 19.11.1979     |             | Vitesse          |
| Záložníci                  |                |             |                  |
| Mark van Bommel            | 22.4.1977      |             | PSV Eindhoven    |
| Ellery Cairo               | 3.8.1978       |             | Feyenoord        |
| John de Jong               | 8.3.1977       |             | FC Utrecht       |
| Richard Knopper            | 29.8.1977      |             | AFC Ajax         |
| Dirk Kuijt                 | 22.7.1980      |             | FC Utrecht       |
| Tommie van der Leegte      | 27.3.1977      |             | RKC Waalwijk     |
| Kiki Musampa               | 20.7.1977      |             | Málaga CF        |
| Victor Sikora              | 11.4.1978      |             | Vitesse          |
| Útočníci                   |                |             |                  |
| Anthony Lurling            | 22.4.1977      |             | SC Heerenveen    |
| Jan Vennegoor of Hesselink | 7.11.1978      |             | FC Twente        |

### Španělsko
Hlavní trenér:  Iñaki Sáez
| Jméno               | Datum narození | Datum úmrtí | Klub                |
| Brankáři            | Brankáři       | Brankáři    | Brankáři            |
| ------------------- | -------------- | ----------- | ------------------- |
| Daniel Aranzubia    | 18.9.1979      |             | Athletic Bilbao     |
| César Láinez        | 10.4.1977      |             | Real Zaragoza       |
| Felip Ortíz         | 27.4.1977      |             | CF Extremadura      |
| Obránci             |                |             |                     |
| Jesús Lacruz        | 25.4.1978      |             | Athletic Bilbao     |
| Joan Capdevila      | 3.2.1978       |             | Atlético Madrid     |
| Iván Amaya          | 3.9.1978       |             | Rayo Vallecano      |
| Gabri               | 10.2.1979      |             | FC Barcelona        |
| Carles Puyol        | 13.4.1978      |             | FC Barcelona        |
| Javier Dorado       | 17.2.1977      |             | Real Madrid         |
| Záložníci           |                |             |                     |
| Carlos Marchena     | 31.7.1979      |             | Sevilla FC          |
| Ismael Ruiz         | 7.7.1977       |             | Racing de Santander |
| Miguel Ángel Angulo | 23.6.1977      |             | Valencia CF         |
| Xavi                | 25.1.1980      |             | FC Barcelona        |
| Javier Farinós      | 29.3.1978      |             | Valencia CF         |
| David Albelda       | 1.9.1977       |             | Valencia CF         |
| Toni Velamazán      | 22.1.1977      |             | RCD Espanyol        |
| Jordi Ferrón        | 15.9.1978      |             | Rayo Vallecano      |
| Iván Ania           | 24.10.1977     |             | Real Oviedo         |
| Útočníci            |                |             |                     |
| José Mari           | 12.10.1978     |             | AC Milán            |
| Raúl Tamudo         | 19.10.1977     |             | RCD Espanyol        |
| Albert Luque        | 11.3.1978      |             | RCD Mallorca        |

## Skupina B

### Anglie
Hlavní trenér:  Howard Wilkinson
| Jméno           | Datum narození | Datum úmrtí | Klub                 |
| Brankáři        | Brankáři       | Brankáři    | Brankáři             |
| --------------- | -------------- | ----------- | -------------------- |
| Nicky Weaver    | 2.3.1979       |             | Manchester City FC   |
| Paul Robinson   | 15.10.1979     |             | Leeds United FC      |
| Obránci         |                |             |                      |
| Danny Mills     | 18.5.1977      |             | Leeds United FC      |
| Seth Johnson    | 12.3.1979      |             | Derby County FC      |
| Luke Young      | 19.7.1979      |             | Tottenham Hotspur FC |
| Jamie Carragher | 28.1.1978      |             | Liverpool FC         |
| Jon Harley      | 26.9.1979      |             | Wimbledon FC         |
| Ledley King     | 12.10.1980     |             | Tottenham Hotspur FC |
| Záložníci       |                |             |                      |
| Frank Lampard   | 20.6.1978      |             | West Ham United FC   |
| David Dunn      | 27.12.1979     |             | Blackburn Rovers FC  |
| Lee Hendrie     | 18.5.1977      |             | Aston Villa FC       |
| Danny Murphy    | 18.3.1977      |             | Liverpool FC         |
| David Thompson  | 12.9.1977      |             | Liverpool FC         |
| Luke Chadwick   | 18.11.1980     |             | Manchester United FC |
| Útočníci        |                |             |                      |
| Matt Jansen     | 20.10.1977     |             | Blackburn Rovers FC  |
| Carl Cort       | 1.11.1977      |             | Wimbledon FC         |
| Andy Campbell   | 18.4.1979      |             | Middlesbrough FC     |
| Francis Jeffers | 25.1.1981      |             | Everton FC           |

### Itálie
Hlavní trenér:  Marco Tardelli
| Jméno               | Datum narození | Datum úmrtí | Klub                |
| Brankáři            | Brankáři       | Brankáři    | Brankáři            |
| ------------------- | -------------- | ----------- | ------------------- |
| Morgan De Sanctis   | 26.3.1977      |             | Udinese Calcio      |
| Christian Abbiati   | 8.7.1977       |             | AC Milán            |
| Obránci             |                |             |                     |
| Alessandro Grandoni | 27.7.1977      |             | Turín FC            |
| Luca Mezzano        | 1.8.1977       |             | Brescia Calcio      |
| Marco Zanchi        | 15.4.1977      |             | Udinese Calcio      |
| Matteo Ferrari      | 5.12.1979      |             | FC Inter Milán      |
| Francesco Coco      | 8.1.1977       |             | AC Milán            |
| Claudio Rivalta     | 30.6.1978      |             | AC Perugia Calcio   |
| Bruno Cirillo       | 21.3.1977      |             | Reggina 1914        |
| Záložníci           |                |             |                     |
| Gennaro Gattuso     | 9.1.1978       |             | AC Milán            |
| Roberto Baronio     | 11.12.1977     |             | SS Lazio            |
| Andrea Pirlo        | 19.5.1979      |             | FC Inter Milán      |
| Simone Perrotta     | 17.9.1977      |             | SSC Bari            |
| Ighli Vannucchi     | 5.8.1977       |             | US Salernitana 1919 |
| Cristiano Zanetti   | 10.4.1977      |             | AS Řím              |
| Fabio Firmani       | 26.5.1978      |             | L.R. Vicenza        |
| Marco Rossi         | 1.4.1978       |             | US Salernitana 1919 |
| Útočníci            |                |             |                     |
| Gianni Comandini    | 18.5.1977      |             | L.R. Vicenza        |
| Nicola Ventola      | 24.5.1978      |             | FC Inter Milán      |
| Gionatha Spinesi    | 9.3.1978       |             | SSC Bari            |

### Slovensko
Hlavní trenér:  Dušan Radolský
| Jméno             | Datum narození | Datum úmrtí                      | Klub                 |
| Brankáři          | Brankáři       | Brankáři                         | Brankáři             |
| ----------------- | -------------- | -------------------------------- | -------------------- |
| Kamil Čontofalský | 3.6.1978       |                                  | Bohemians Praha 1905 |
| Ján Mucha         | 20.6.1978      |                                  | FC Nitra             |
| Obránci           |                |                                  |                      |
| Marián Čišovský   | 2.11.1979      | 28. června 2020 (ve věku 40 let) | FK Inter Bratislava  |
| Vratislav Greško  | 24.7.1977      |                                  | Bayer 04 Leverkusen  |
| Eduard Hrnčár     | 8.7.1978       |                                  | FC Nitra             |
| Radoslav Zabavník | 16.9.1980      |                                  | FC VSS Košice        |
| Peter Lérant      | 30.1.1977      |                                  | Bayer 04 Leverkusen  |
| Martin Petráš     | 2.11.1979      |                                  | FC Baník Prievidza   |
| Andrej Šupka      | 22.1.1977      |                                  | FK Dubnica nad Váhom |
| Záložníci         |                |                                  |                      |
| Miroslav Barčík   | 26.5.1978      |                                  | MŠK Žilina           |
| Juraj Czinege     | 29.10.1977     |                                  | FK Inter Bratislava  |
| Miroslav Drobňák  | 29.5.1977      |                                  | 1. FC Tatran Prešov  |
| Karol Kisel       | 15.3.1977      |                                  | AS Trenčín           |
| Peter Hlinka      | 5.12.1978      |                                  | 1. FC Tatran Prešov  |
| Pavol Sedlák      | 21.11.1979     |                                  | ŠK Slovan Bratislava |
| Útočníci          |                |                                  |                      |
| Peter Babnič      | 30.4.1977      |                                  | FK Inter Bratislava  |
| Marek Mintál      | 2.9.1977       |                                  | MŠK Žilina           |
| Szilárd Németh    | 8.8.1977       |                                  | FK Inter Bratislava  |
| Ľubomír Meszároš  | 23.3.1979      |                                  | ŠK Slovan Bratislava |
| Martin Vyskoč     | 10.6.1977      |                                  | MFK Ružomberok       |

### Turecko
Hlavní trenér:  Raşit Çetiner
| Jméno            | Datum narození | Datum úmrtí | Klub              |
| Brankáři         | Brankáři       | Brankáři    | Brankáři          |
| ---------------- | -------------- | ----------- | ----------------- |
| Metin Aktaş      | 1.8.1977       |             | Trabzonspor       |
| Süleyman Küçük   | 13.2.1978      |             | Denizlispor       |
| Obránci          |                |             |                   |
| Ali Güneş        | 23.11.1978     |             | SC Freiburg       |
| İsmail Güldüren  | 10.1.1979      |             | Gençlerbirliği SK |
| Güngör Öztürk    | 22.12.1977     |             | Samsunspor        |
| Erkan Özbey      | 10.2.1978      |             | Bursaspor         |
| Orhan Ak         | 29.9.1979      |             | Kocaelispor       |
| Záložníci        |                |             |                   |
| Yasin Sülün      | 17.12.1977     |             | Beşiktaş JK       |
| Serkan Dökme     | 18.7.1977      |             | Altay SK          |
| Yıldıray Baştürk | 24.12.1978     |             | VfL Bochum        |
| Erhan Albayrak   | 5.4.1977       |             | Gaziantepspor     |
| Bülent Akın      | 28.8.1978      |             | Denizlispor       |
| Halit Köprülü    | 20.1.1978      |             | Gaziantepspor     |
| Engin Öztonga    | 10.8.1978      |             | Kocaelispor       |
| Mehmet Nas       | 20.11.1979     |             | Samsunspor        |
| Útočníci         |                |             |                   |
| Nihat Kahveci    | 23.11.1979     |             | Beşiktaş JK       |
| Ahmet Dursun     | 25.1.1978      |             | Beşiktaş JK       |
| Soner Uysal      | 24.8.1977      |             | Hamburger SV      |
| Okan Yılmaz      | 16.5.1978      |             | Bursaspor         |
| Serhat Akın      | 5.6.1981       |             | Karlsruher SC     |